# Green Acres (Oregon, Douglas megye)
Green Acres az Amerikai Egyesült Államok északnyugati részén, Oregon állam Douglas megyéjében elhelyezkedő önkormányzat nélküli település.